# Mecanică cuantică

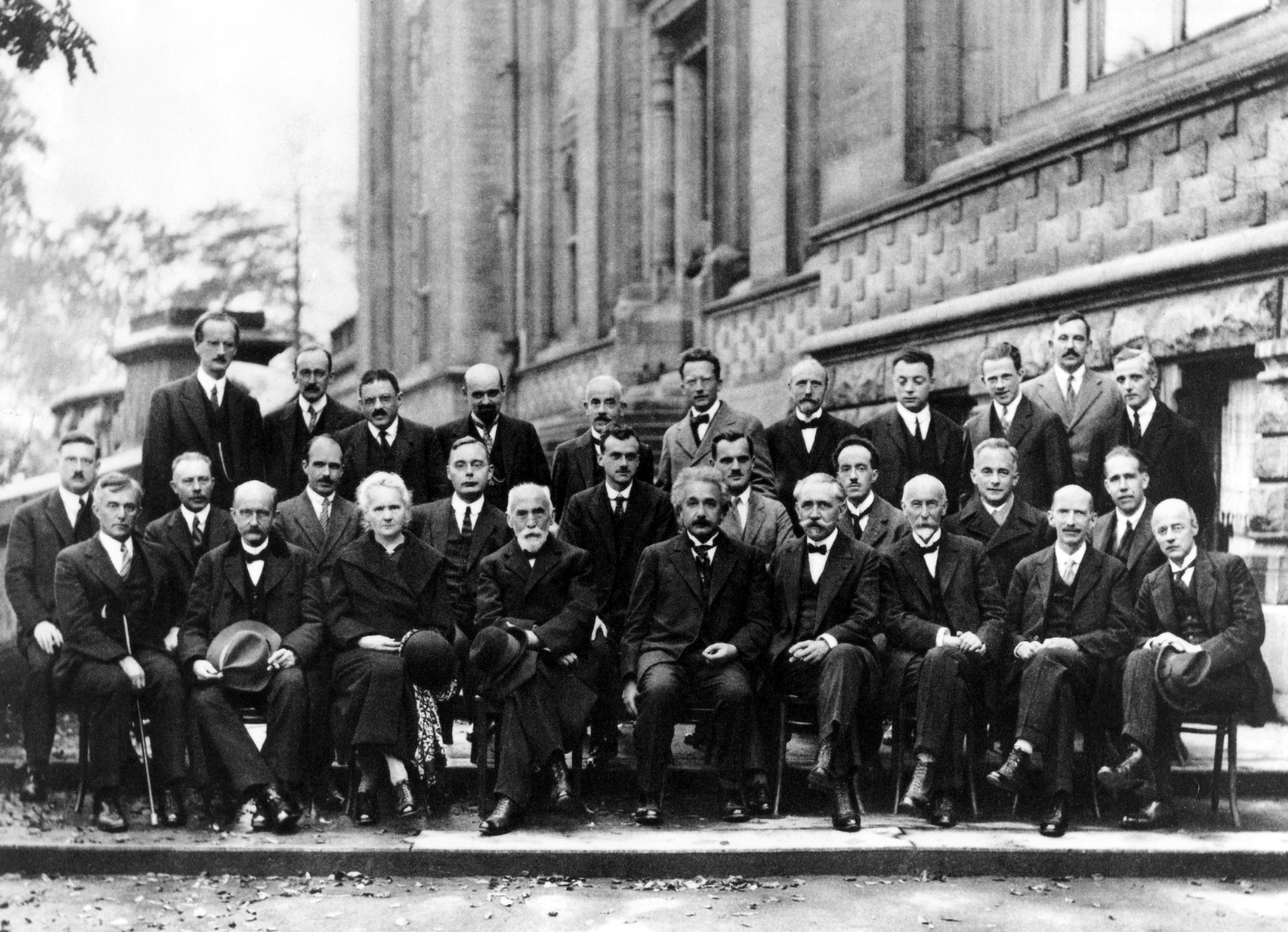
Participanții la Conferința Solvay din 1927, în care subiectul principal de discuție a fost mecanica cuantică

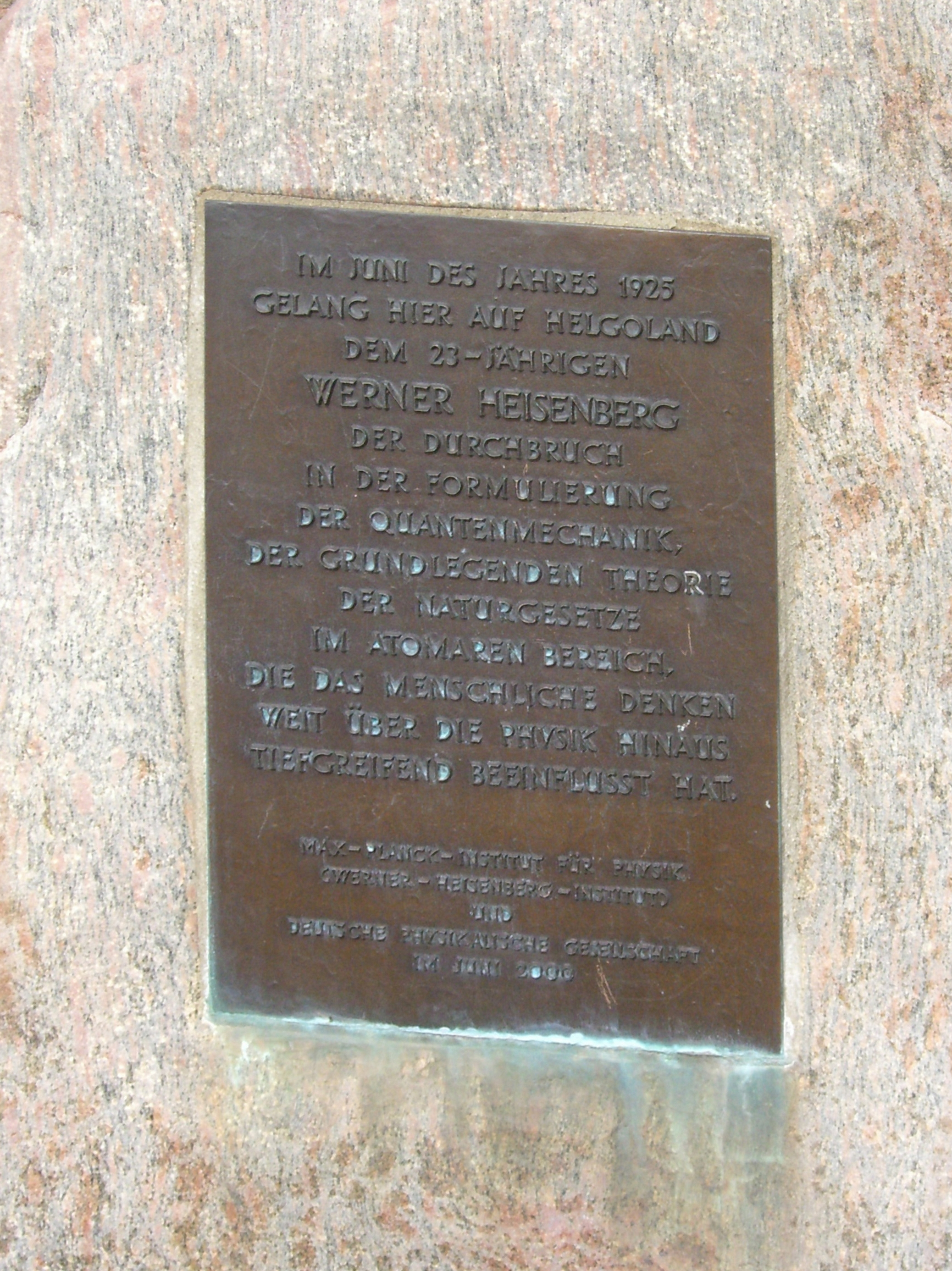
Placa memorială Heisenberg pe insula Helgoland

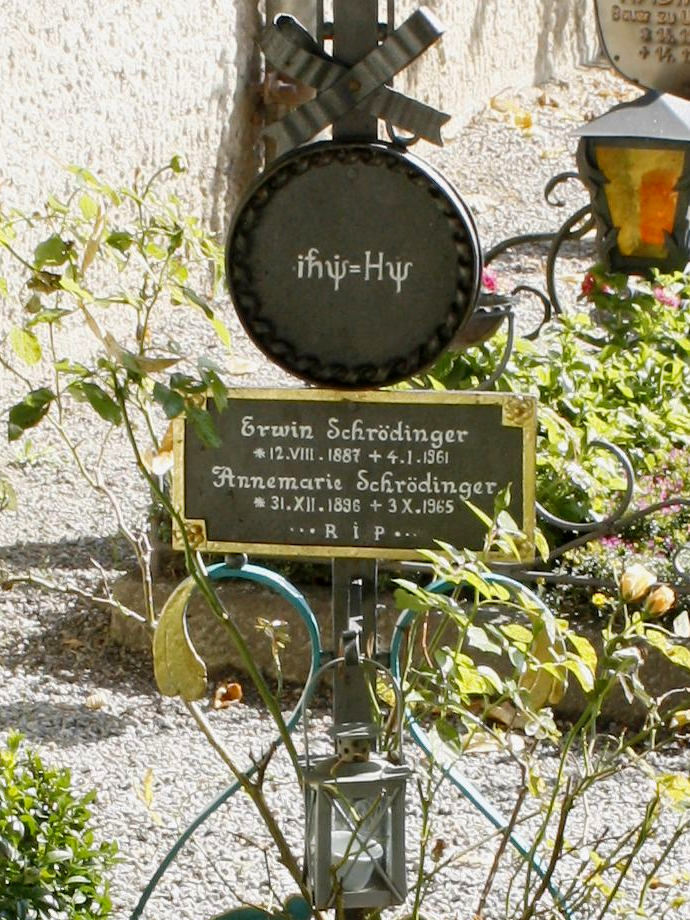
Mormântul lui Schrödinger în Alpbach, Tirol, cu ecuația Schrödinger gravată deasupra

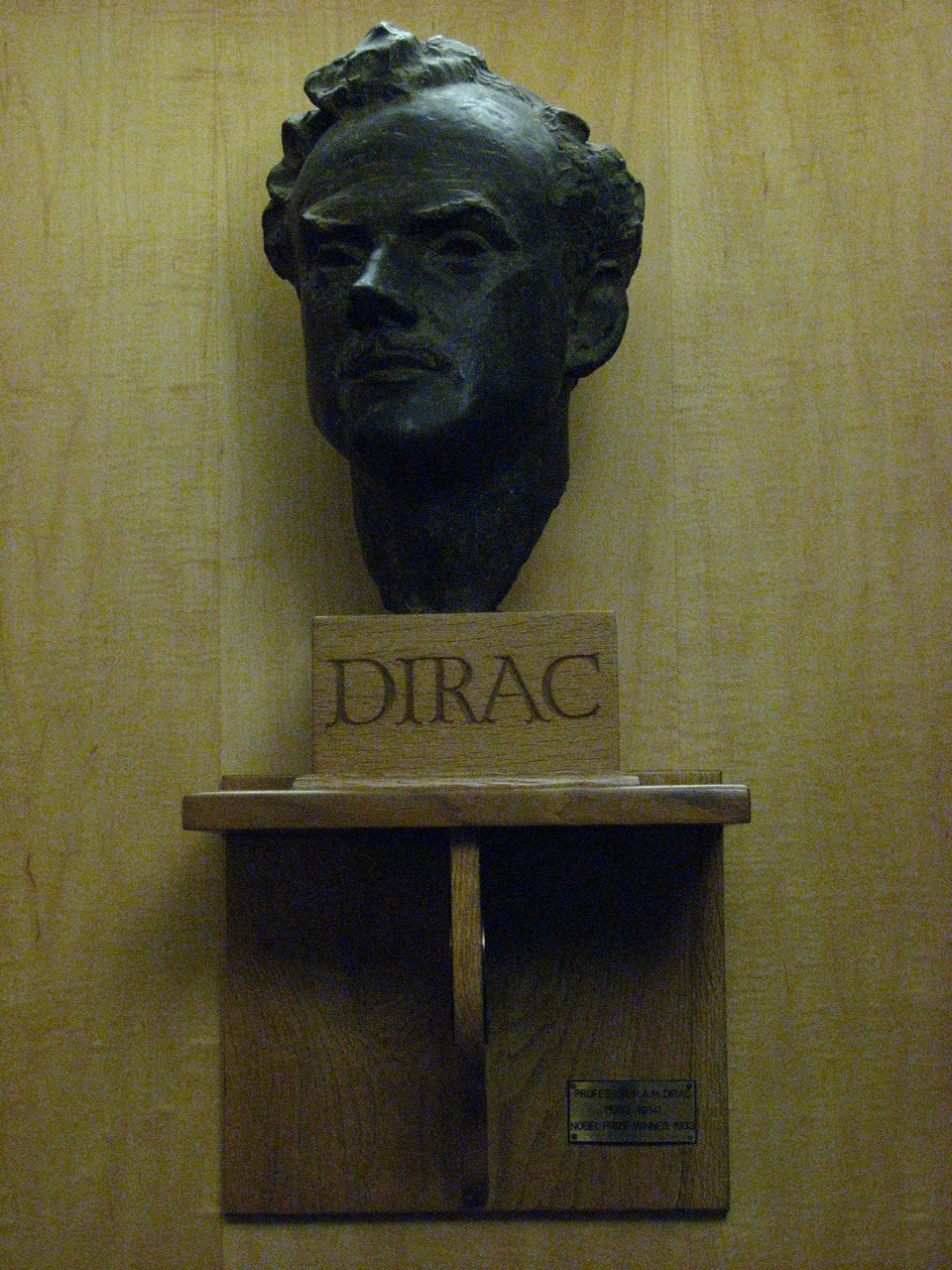
Bustul lui Dirac la St. John's College, Cambridge

Mecanica cuantică este teoria mișcării particulelor materiale la scară atomică. Ea a apărut, în primele decenii ale secolului al XX-lea, ca rezultat al unui efort colectiv de a înțelege fenomene care în fizica clasică nu-și găseau explicația: structura atomilor și interacția acestora cu radiația electromagnetică. Mecanica cuantică nerelativistă a rezolvat problema structurii atomice; extinsă apoi pentru a ține seama de principiile teoriei relativității, ea a deschis drumul către teoria cuantică relativistă a radiației, numită electrodinamică cuantică. Denumirea de mecanică cuantică a fost păstrată pentru a indica teoria fenomenelor atomice din domeniul energiilor nerelativiste, în care numărul de particule rămâne constant; dezvoltările ulterioare, care studiază procese de creare și anihilare de particule, se încadrează în teoria cuantică a câmpurilor și are legătură cu ramuri experimentale precum cea a fizicii nucleare și a particulelor elementare.
Descrierea dată de mecanica cuantică realității la scară atomică este de natură statistică: ea nu se referă la un exemplar izolat al sistemului studiat, ci la un colectiv statistic alcătuit dintr-un număr mare de exemplare, aranjate în ansamblul statistic după anumite modele. Rezultatele ei nu sunt exprimate prin valori bine determinate ale mărimilor fizice, ci prin probabilități, valori medii și împrăștieri statistice. Două aspecte ale acestei descrieri, de o relevanță care le-a conferit rang de principiu, sunt noțiunile de incertitudine și complementaritate. Relațiile de incertitudine pun în evidență existența unor perechi de mărimi fizice (cum sunt poziția și impulsul, sau componente diferite ale momentului cinetic) care nu pot fi determinate simultan oricât de precis, limita de precizie fiind impusă de existența unei mărimi fizice fundamentale: constanta Planck și fundamentat teoretic de principiul incertitudinii al lui Heisenberg. Descrierea fenomenelor la scară atomică are un caracter complementar, în sensul că ea constă din elemente care se completează reciproc într-o imagine unitară, din punctul de vedere macroscopic al fizicii clasice, numai dacă ele rezultă din situații experimentale care se exclud reciproc.
Interpretarea statistică a mecanicii cuantice este în acord cu datele experimentale, însă persistă opinii divergente asupra caracterului fundamental al acestei descrieri. Pe când în interpretarea de la Copenhaga descrierea statistică este postulată ca fiind completă, reflectând o caracteristică fundamentală a fenomenelor la scară atomică, teorii alternative susțin că statistica rezultă dintr-o cunoaștere incompletă a realității, provenind din ignorarea unor variabile ascunse⁠(en)[traduceți]. Aceste vederi contradictorii pot fi testate experimental; rezultate parțiale par să favorizeze interpretarea de la Copenhaga. 

## Evoluția ideilor în fizica cuantică
La sfârșitul secolului al XIX-lea, fizica clasică oferea imaginea unitară a unui Univers alcătuit din materie și radiație. Existau o teorie corpusculară a materiei și o teorie ondulatorie a radiației, capabile să descrie în mod coerent, pe baza unor principii generale, cele două categorii de fenomene. Dificultățile pe care le-au întâmpinat aceste teorii în interpretarea interacțiunii dintre materie și radiație au stimulat dezvoltarea ideilor care, treptat, au dus la formularea mecanicii cuantice și apoi a electrodinamicii cuantice.

### Teoria cuantică veche
În teoria radiației electromagnetice în echilibru termodinamic cu materia, distribuția spectrală a intensității radiației emise de un corp negru se afla în violent dezacord cu experiența. Planck (1900) a arătat că dificultatea putea fi ocolită pe baza ipotezei că schimbul de energie între materie și radiație nu se face în mod continuu, ci în cantități discrete și indivizibile, pe care le-a numit cuante de energie (în latină quantum = câtime, cantitate). Einstein (1905) a dus ideea un pas mai departe, postulând că un fascicul luminos constă dintr-un jet de particule (numite apoi fotoni), care reprezintă cuante de energie; pe această bază el a elaborat o teorie cantitativă a efectului fotoelectric, pe care teoria ondulatorie fusese incapabilă să-l explice. O confirmare ulterioară a teoriei fotonului în detrimentul teoriei ondulatorii a venit de la efectul Compton (1924). Analiza experimentelor de interferență și difracție arată că lumina se propagă sub formă de unde; aspectul corpuscular se manifestă însă în procesul emisiei sau absorbției luminii de către materie. Acest caracter dual — corpuscular și ondulatoriu — al radiației este incompatibil cu fizica clasică.
În teoria corpusculară a materiei, descoperirea electronului în razele catodice de către J.J. Thomson (1897) și cercetările asupra împrăștierii razelor alfa efectuate de Rutherford l-au condus pe acesta din urmă la elaborarea unui model al atomului (1911), constituit dintr-un nucleu de mici dimensiuni cu sarcină electrică pozitivă, în jurul căruia gravitează un număr de electroni. Însă atomul lui Rutherford nu putea explica stabilitatea atomilor: electronii în mișcare accelerată, potrivit legilor electrodinamicii a lui Maxwell, trebuia să piardă energie prin radiație și să sfârșească prin a cădea pe nucleu. De asemenea, radiația emisă avea un spectru continuu, în contradicție cu rezultatele experimentale ale spectroscopiei atomice, care indicau un spectru de linii cu o structură descrisă empiric de regula de combinare Rydberg-Ritz⁠(en)[traduceți] (1905). Preluând ipoteza existenței cuantelor de lumină, completată cu un postulat potrivit căruia energia atomului este distribuită pe nivele discrete descrise de un număr cuantic, Bohr (1913) a elaborat un model atomic care elimina aceste dificultăți; confirmarea experimentală a existenței nivelelor discrete de energie în cadrul atomului a fost făcută în 1914 prin experimentul Franck-Hertz.
Realizările în teoria structurii atomului din perioada 1900–1924 au primit numele de „teorie cuantică veche”. Este vorba de fapt de un ansamblu de reguli de cuantificare arbitrare, aplicabile sistemelor multiperiodice din mecanica clasică și ghidate de principiul de corespondență⁠(en)[traduceți]. Formulat explicit de Bohr abia în 1920, acesta din urmă cerea ca, la limita numerelor cuantice mari, teoria cuantică să reproducă rezultatele teoriei clasice. Modelul atomic Bohr-Sommerfeld (1916–1919) rezultat din teoria cuantică veche a permis evaluarea corectă a termenilor spectrali pentru un număr mare de atomi și molecule; teoria conținea însă lacune și contradicții.

### Mecanica matricială, mecanica ondulatorie, mecanica cuantică
O analiză critică a teoriei cuantice vechi l-a condus pe Heisenberg la concluzia că noțiunea de traiectorie a unui electron în atom este lipsită de sens, și că o teorie atomică trebuie construită numai pe baza unor mărimi observabile⁠(en)[traduceți], cum sunt frecvențele și intensitățile liniilor spectrale. Noua teorie propusă de Heisenberg (1925) și dezvoltată de el împreună cu Born și Jordan a fost numită mecanică matricială. Interpretarea statistică a teoriei a fost dată de Born (1926); o consecință importantă a teoriei a fost prezentată de Heisenberg ca principiul incertitudinii. Implicațiile ei privitor la limitele cunoașterii realității fizice, dezbătute în anii următori de Bohr și Heisenberg, au rămas cunoscute sub numele de interpretarea de la Copenhaga.
În căutarea unei baze pentru o teorie unificată a materiei și radiației, Louis de Broglie (1924) a extins conceptul de dualitate undă-corpuscul de la radiație la materie, făcând sugestia că unei particule microscopice îi este asociat un fenomen ondulatoriu. Ipoteza existenței unor „unde de materie” a fost punctul de plecare pentru o teorie atomică propusă de Schrödinger (1925) sub numele de mecanică ondulatorie; în anul următor tot Schrödinger a arătat că ea era echivalentă cu mecanica matricială a lui Heisenberg. Proprietățile ondulatorii ale electronilor au fost confirmate de experimentul Davisson-Germer (1927).
La a cincea Conferință Solvay⁠(en)[traduceți] despre electroni și fotoni (1927), mecanica cuantică a fost consacrată ca teorie a materiei la scară atomică. Conferința a marcat și punctul culminant al unei dezbateri, care avea să dureze mai mulți ani, între Einstein (care atribuia caracterul statistic al mecanicii cuantice faptului că ar fi fost o teorie incompletă) și Bohr (care, de pe pozițiile interpretării de la Copenhaga, susținea că ea dă o descriere completă a realității). Formularea generală a teoriei, în care aspectele de mecanică matricială și mecanică ondulatorie rezultă dintr-un formalism matematic unic, a fost dată de Dirac (1930).

### Teoria cuantică relativistă
Dirac (1928) a propus o teorie a electronului, compatibilă atât cu principiile mecanicii cuantice cât și cu teoria relativității. Pornind de la aceste principii fundamentale, ecuația lui Dirac explica existența spinului electronic, care în teoria nerelativistă a lui Pauli (1927) trebuia postulată, și descria corect structura hiperfină a liniilor spectrale. Ea indica și existența unor stări de energie negativă, care au fost reinterpretate ca stări ale unei particule ipotetice având aceeași masă ca electronul dar sarcină electrică opusă. Particula a fost observată în camera cu ceață de Anderson (1932), care a numit-o pozitron. Posibilitatea creării/anihilării de perechi electron-pozitron, concomitent cu absorbția/emisia de fotoni, iese din cadrul mecanicii cuantice, în care numărul de particule materiale este considerat constant. Noua teorie a interacției dintre materie și radiație propusă de Dirac a fost numită de acesta electrodinamică cuantică. Ea a fost elaborată în formă definitivă, ca teorie cuantică relativistă a interacției dintre electroni și fotoni, în mod independent, de Tomonaga, Schwinger și Feynman (1946–1949); echivalența celor trei formulări a fost demonstrată de Dyson (1949).

## Principiile mecanicii cuantice

### Funcție de stare și spațiu Hilbert
În mecanica cuantică o stare dinamică a unui sistem atomic este descrisă cantitativ de o funcție de stare (numită, într-o formulare particulară, funcție de undă). Comportarea ondulatorie a sistemelor atomice arată că stările lor ascultă de principiul superpoziției; pe plan teoretic, aceasta înseamnă că funcțiile de stare sunt elemente ale unui spațiu vectorial.
Pentru interpretarea fizică a funcției de stare e necesar ca vectorii din spațiul stărilor să poată fi caracterizați prin orientare și mărime. Acest lucru se realizează definind un produs scalar, ceea ce transformă spațiul stărilor într-un spațiu prehilbertian. Produsul scalar a doi vectori {\displaystyle \,u\,} și {\displaystyle \,v\,} este un număr complex {\displaystyle \,\left\langle u,v\right\rangle \,} cu proprietățile
{\displaystyle \left(1\right)}{\displaystyle \left\langle u,v\right\rangle =\left\langle v,u\right\rangle ^{*},\;\left\langle u,u\right\rangle \geq 0\,,}
unde asteriscul denotă conjugata complexă. Mărimea pozitivă
{\displaystyle \left(2\right)}{\displaystyle \left\|u\right\|={\sqrt {\left\langle u,u\right\rangle }}}
se numește norma vectorului {\displaystyle \,u.}
În general, spațiul stărilor este infinit-dimensional; pentru a putea cuprinde în totalitate stările sistemului, se impune condiția ca el să fie complet, ceea ce îl face să devină un spațiu Hilbert.

### Observabile și operatori hermitici
Starea unui sistem, la un anumit moment, este caracterizată prin valorile măsurate, în acel moment, ale unui număr de mărimi fizice observabile. Analiza operației de măsurare arată că măsurarea unei observabile modifică starea sistemului, iar măsurarea simultană (adică în succesiune imediată) a două observabile poate da rezultate diferite, în funcție de ordinea în care au fost efectuate măsurătorile. Teoria incorporează aceste constatări atașând fiecărei dintre observabilele {\displaystyle {\mathcal {A}},{\mathcal {B}},...\,} ale sistemului un operator liniar {\displaystyle A,B,...\,} în spațiul Hilbert, operației de măsurare a observabilei corespunzându-i aplicarea operatorului reprezentativ asupra funcției de stare. Algebra acestor operatori este necomutativă, adică în general {\displaystyle AB\neq BA\,;} comutatorul a doi operatori {\displaystyle A\,} și {\displaystyle B\,,} notat {\displaystyle \,\left[A,B\right]\,,} este operatorul
{\displaystyle \left(3\right)}{\displaystyle \left[A,B\right]=AB-BA\,.}
Două observabile {\displaystyle {\mathcal {A}}} și {\displaystyle {\mathcal {B}}} se numesc compatibile dacă operatorii atașați comută (comutatorul lor este nul).

#### Valori proprii și vectori proprii
Se mai face ipoteza că valoarea rezultată din măsurarea unei observabile este una dintre valorile proprii ale operatorului atașat, iar starea sistemului imediat după efectuarea măsuratorii este un vector propriu corespunzător acestei valori; întrucât observabilele au valori reale, operatorii reprezentativi trebuie să fie operatori hermitici. Un operator liniar este un operator hermitic⁠(en)[traduceți] dacă pentru orice pereche de vectori {\displaystyle u\,} și {\displaystyle v\,} din spațiul Hilbert are loc relația
{\displaystyle \left(4\right)}{\displaystyle \left\langle Au,v\right\rangle =\left\langle u,Av\right\rangle .}
Ecuația liniară omogenă
{\displaystyle \left(5\right)}{\displaystyle Au=au\,,}
unde {\displaystyle a\,} este o constantă, are soluții nebanale (adică diferite de vectorul zero) doar pentru anumite valori ale acestei constante, numite valori proprii ale operatorului {\displaystyle A,} iar soluțiile corespunzătoare se numesc vectori proprii.
Din relațiile (1) și (4) rezultă că într-adevăr valorile proprii ale unui operator hermitic sunt numere reale; mulțimea tuturor valorilor proprii constituie spectrul operatorului. Spectrul este în general discret, adică o mulțime numărabilă, ale cărei elemente pot fi indexate printr-un număr întreg, în forma {\displaystyle \,\left\{a_{0},a_{1},...,a_{n},...\right\}.} Vectorii proprii corespunzători unor valori proprii diferite sunt ortogonali: dacă {\displaystyle \,u_{m}\,} și {\displaystyle \,u_{n}\,} sunt vectori proprii corespunzători, respectiv, valorilor proprii {\displaystyle \,a_{m}\neq a_{n}\,,} atunci {\displaystyle \,\left\langle u_{m},u_{n}\right\rangle =0\,.} Unei valori proprii îi pot corespunde mai mulți vectori proprii liniar independenți⁠(en)[traduceți], în care caz ea se zice degenerată, iar numărul maxim de vectori proprii liniar independenți care îi corespunde este ordinul de degenerare; fenomenul se numește degenerescență⁠(fr)[traduceți]. Acești vectori nu sunt, în general, ortogonali, însă există metode de ortogonalizare prin care se poate construi, în subspațiul invariant asociat unei valori proprii degenerate, un sistem echivalent de vectori ortogonali. Împărțind fiecare vector propriu prin norma sa, se obține un sistem ortonormat complet de vectori proprii, caracterizat prin
{\displaystyle \left(6\right)}{\displaystyle \left\langle u_{m},u_{n}\right\rangle =\delta _{mn}\,,}
unde {\displaystyle \,\delta _{mn}\,} e simbolul Kronecker (care are valoarea 1 pentru indici egali și 0 pentru indici diferiți).
Dacă două observabile {\displaystyle \,{\mathcal {A}}\,} și {\displaystyle \,{\mathcal {B}}\,} comută, ele admit (cel puțin) un sistem ortonormat complet comun de vectori proprii — și reciproc.  În prezența degenerescenței, acest sistem nu este, în general, unic. Se poate însă găsi un ansamblu de observabile {\displaystyle {\mathcal {A}},{\mathcal {B}},{\mathcal {C}},...\,} care comută două câte două și admit un sistem ortonormat complet unic de vectori proprii; este ceea ce se numeste un sistem complet de observabile care comută.

#### Reprezentări
Mulțimea vectorilor proprii ai unui operator hermitic {\displaystyle \,A\,,} atașat unei observabile {\displaystyle \,{\mathcal {A}}\,,} formează un sistem complet în spațiul Hilbert; orice vector de stare poate fi descompus în mod unic în această bază, presupusă ortonormată conform relației (6), în forma
{\displaystyle \left(7\right)}{\displaystyle \psi =\sum _{n}c_{n}u_{n}\,.}
Coeficienții sunt dați de
{\displaystyle \left(8\right)}{\displaystyle c_{n}=\left\langle u_{n},\psi \right\rangle }
și ei satisfac relația de completitudine
{\displaystyle \left(9\right)}{\displaystyle \sum _{n}|c_{n}|^{2}=\left\|\psi \right\|^{2}\,.}
Stările rezultate din acțiunea unui operator hermitic {\displaystyle \,B,} atașat unei observabile {\displaystyle {\mathcal {B}},} asupra bazei ortonormate alese pot fi descompuse la rândul lor conform (7):
{\displaystyle \left(10\right)}{\displaystyle Bu_{m}=\sum _{n}B_{mn}u_{n}\,,}
unde coeficienții
{\displaystyle \left(11\right)}{\displaystyle B_{mn}=\left\langle u_{m},Bu_{n}\right\rangle }
se numesc elementele de matrice ale operatorului {\displaystyle \,B.}
Baza ortonormată de vectori proprii ai operatorului {\displaystyle A\,} definește reprezentarea observabilei {\displaystyle {\mathcal {A}}\,,} în care vectorilor de stare le corespund matrici coloană {\displaystyle {\begin{bmatrix}c_{n}\end{bmatrix}},} iar operatorilor matrici pătrate {\displaystyle {\begin{bmatrix}B_{mn}\end{bmatrix}}.} În reprezentarea proprie, matricea unui operator este diagonală și are drept elemente diagonale valorile proprii {\displaystyle A_{mn}=\delta _{mn}a_{n}\,.} Trecerea de la o reprezentare la alta se realizează printr-o transformare unitară⁠(en)[traduceți] în spațiul Hilbert.

#### Spectru continuu
În situații foarte idealizate (de exemplu în cazul particulei libere să se miște în întreg spațiul), spectrul (sau numai o parte a spectrului) poate deveni continuu; pentru vectorii proprii corespunzători nu se poate defini o normă. Dificultatea se ocolește prin normarea la funcția delta, în loc de simbolul Kronecker. Cu această convenție, relațiile (6) și (7) devin, în cazul spectrului continuu,
{\displaystyle \left(12\right)}{\displaystyle \left\langle u\left(\mu \right),v\left(\nu \right)\right\rangle =\delta \left(\mu -\nu \right)\,,}
{\displaystyle \left(13\right)}{\displaystyle \psi =\int c\left(\nu \right)u\left(\nu \right)d\nu \,,}
unde indicii discreți au fost înlocuiți prin argumente continue, iar sumarea prin integrare.

### Dinamică și hamiltonian
Evoluția temporală a sistemului sub acțiunea forțelor existente (dinamica sistemului) trebuie să respecte principiul cauzalității, care cere ca starea sa la un anumit moment să determine în mod univoc starea sa la un moment ulterior. Modificarea funcției de stare {\displaystyle \psi } și a oricărui operator hermitic {\displaystyle A\,} care reprezintă o mărime observabilă, de la un moment inițial {\displaystyle t_{0}} la un moment {\displaystyle t>t_{0},\,} poate fi descrisă de un operator {\displaystyle U\left(t,t_{0}\right)} care trebuie să fie liniar și unitar (pentru ca evoluția temporală să păstreze superpoziția stărilor și spectrul observabilelor):
{\displaystyle \left(14\right)}{\displaystyle \psi \left(t\right)=U\left(t,t_{0}\right)\psi \left(t_{0}\right)\,,}
{\displaystyle \left(15\right)}{\displaystyle A\left(t\right)=U\left(t,t_{0}\right)A\left(t\right)U^{-1}\left(t,t_{0}\right)\,.}
Se postulează că operatorul de evoluție satisface o ecuație diferențială de ordinul întâi în raport cu timpul, având forma
{\displaystyle \left(16\right)}{\displaystyle i\hbar {\frac {d}{dt}}U\left(t,t_{0}\right)=HU\left(t,t_{0}\right)}
și condiția inițială
{\displaystyle \left(17\right)}{\displaystyle U\left(t_{0},t_{0}\right)=1\,.}
Operatorul hermitic {\displaystyle H\,,} care determină dinamica, se numește hamiltonianul sistemului. Efectele cuantice sunt introduse în teorie de constanta universală {\displaystyle \,\hbar ,} numită constanta Planck redusă, care are dimensiunile unei acțiuni (energie {\displaystyle \times } timp).

#### Formularea Schrödinger
În formularea dată de Schrödinger mecanicii cuantice (mecanică ondulatorie), operatorii hermitici {\displaystyle A\,} asociați observabilelor nu depind de timp. Funcția de stare, numită funcție de undă, evoluează conform ecuației lui Schrödinger
{\displaystyle \left(18\right)}{\displaystyle i\hbar {\frac {d\psi }{dt}}=H\psi \,,}
care rezultă din relațiile (14) și (16).
Dacă hamiltonianul nu depinde de timp, el este operatorul asociat observabilei energie. Ecuația (18) se integrează în forma
{\displaystyle \left(19\right)}{\displaystyle \psi \left(t\right)=e^{-iEt/\hbar }\;u\,,}
unde funcția {\displaystyle u\,} satisface ecuația lui Schrödinger independentă de timp
{\displaystyle \left(20\right)}{\displaystyle Hu=Eu\,,}
care determină valorile proprii și funcțiile proprii ale energiei. Funcția de undă (19) descrie o stare de energie bine determinată {\displaystyle E\,} (stare staționară).

#### Formularea Heisenberg
Aplicând funcției de undă {\displaystyle \psi \left(t\right)} și operatorilor independenți de timp {\displaystyle A\,} din formularea Schrödinger transformarea unitară dependentă de timp {\displaystyle U^{-1}\left(t,t_{0}\right)\,,} rezultatul va fi o funcție de stare independentă de timp și operatori dependenți de timp care satisfac ecuația lui Heisenberg
{\displaystyle \left(21\right)}{\displaystyle i\hbar {\frac {dA}{dt}}=\left[A,H\right]\,.}
În reprezentarea energiei, în care hamiltonianul este diagonal cu elemente {\displaystyle E_{n}} (valorile posibile ale energiei), ecuația precedentă are soluția
{\displaystyle \left(22\right)}{\displaystyle A_{mn}\left(t\right)=e^{i\left(E_{m}-E_{n}\right)t/\hbar }A_{mn}\left(0\right)\,.}
Aceasta este formularea dată de Heisenberg mecanicii cuantice (mecanică matricială). Ea evidențiază, printre altele, faptul că, dacă operatorul {\displaystyle A\,} comută cu hamiltonianul, observabila respectivă este o constantă a mișcării.

#### Formularea de interacție
Există formulări intermediare între cele două extreme Schrödinger și Heisenberg. Ele corespund împărțirii hamiltonienei în doi termeni
{\displaystyle \left(23\right)}{\displaystyle H=H^{(0)}+H^{(1)}}
și unei transformări unitare {\displaystyle U^{{(0)}^{-1}}\left(t,t_{0}\right)} a funcțiilor de stare și operatorilor care realizează trecerea de la formularea Schrödinger pentru {\displaystyle H\,} la formularea Heisenberg pentru {\displaystyle H^{(0)}.} Funcția de stare va satisface ecuația lui Schrödinger cu hamiltonianul {\displaystyle H^{(1)}}
{\displaystyle \left(24\right)}{\displaystyle i\hbar {\frac {d\psi }{dt}}=H^{(1)}\psi \,,}
iar observabilele ecuația lui Heisenberg cu hamiltonianul {\displaystyle H^{(0)}}
{\displaystyle \left(25\right)}{\displaystyle i\hbar {\frac {dA}{dt}}=\left[A,H^{(0)}\right]\,.}
Reprezentarea de interacție e utilă atunci când {\displaystyle H^{(0)}} este hamiltonianul „liber” al unui sistem pentru care soluția ecuației (25) este cunoscută exact, iar {\displaystyle H^{(1)}} reprezintă o „interacție” pentru care soluția aproximativă a ecuației (24) este căutată prin metode perturbative.

### Interpretare statistică
În interpretarea de la Copenhaga se postulează că starea unui sistem atomic este descrisă complet de funcția de stare în spațiul Hilbert, iar această descriere este de natură statistică. Ea nu se referă la un exemplar izolat al sistemului, ci la un colectiv statistic alcătuit dintr-un număr mare de exemplare „preparate” în aceeași stare la un moment inițial și lăsate să evolueze conform dinamicii conținute în hamiltonian. Postulatele interpretarii statistice se referă la rezultatele măsurării unei mărimi fizice (observabile), efectuată pe fiecare dintre exemplarele colectivului statistic la un moment ulterior. Măsurarea este presupusă ideală, în sensul că rezultatele ei reflectă numai fenomene cuantice incontrolabile, nu și efecte datorate condițiilor de măsurare, care sunt controlabile și pot fi compensate. Funcția de stare {\displaystyle \,\psi \,} se presupune normată la unitate:
{\displaystyle \left(26\right)}{\displaystyle \left\|\psi \right\|^{2}=1\,.}

#### Principiul cuantificării
Rezultatul măsurării mărimii fizice {\displaystyle {\mathcal {A}}} poate fi numai una din valorile proprii {\displaystyle \,\left\{a_{0},a_{1},...,a_{n},...\right\}\,} ale operatorului hermitic asociat {\displaystyle \,A\,.}

#### Principiul descompunerii spectrale
Probabilitatea de a obține ca rezultat al măsurării valoarea {\displaystyle \,a_{n}\,} din spectrul operatorului hermitic asociat {\displaystyle \,A\,} este pătratul normei proiecției funcției de stare pe subspațiul acelei valori proprii.
Introducând un indice suplimentar care să distingă între vectorii bazei ortonormate în spațiul Hilbert, corespunzători unei valori proprii {\displaystyle \,a_{n}\,} degenerată de ordin {\displaystyle \,r\,,} și ținând seama de normarea funcției de stare (26), descompunerea spectrală (7) și relația de completitudine (9) iau respectiv formele
{\displaystyle \left(27\right)}{\displaystyle \psi =\sum _{n}\sum _{r}c_{nr}u_{nr}\,,}
{\displaystyle \left(28\right)}{\displaystyle \sum _{n}\sum _{r}|c_{nr}|^{2}=1\,.}
Probabilitatea de măsurare a valorii proprii {\displaystyle \,a_{n}\,} este atunci
{\displaystyle \left(29\right)}{\displaystyle P_{n}=\sum _{r}|c_{nr}|^{2}\,;}
transcrisă în forma
{\displaystyle \left(30\right)}{\displaystyle \sum _{n}P_{n}=1\,,}
relația (30) arată că normarea la unitate a funcției de stare e echivalentă cu legea de sumare a probabilităților pentru valorile mărimii fizice {\displaystyle \,{\mathcal {A}}\,.} Cunoscând probabilitățile, se poate calcula valoarea medie a observabilei:
{\displaystyle \left(31\right)}{\displaystyle \left\langle A\right\rangle =\sum _{n}a_{n}P_{n}=\sum _{n}\sum _{r}{c_{nr}}^{*}a_{n}\,c_{nr}=\left\langle \psi ,A\psi \right\rangle \,.}
Se obține astfel o consecință importantă a principiului descompunerii spectrale:
Valoarea medie a unei mărimi fizice {\displaystyle \,{\mathcal {A}},} reprezentată prin operatorul hermitic {\displaystyle \,A,\;} pe colectivul statistic descris de funcția de stare {\displaystyle \,\psi ,} este
{\displaystyle \left(32\right)}{\displaystyle \left\langle A\right\rangle =\left\langle \psi ,A\psi \right\rangle .}

#### Principiul reducerii funcției de stare
Dacă rezultatul măsurării mărimii fizice {\displaystyle {\mathcal {A}}} este valoarea proprie {\displaystyle \,a_{n},\,} funcția de stare după măsurare se află în subspațiul invariant asociat acestei valori proprii.
Reducerea funcției de stare reprezintă efectul cuantic, incontrolabil experimental, care definește o măsurătoare ideală; funcția de stare după măsurătoare se referă la un colectiv statistic în general diferit de cel dinaintea măsurătorii. Dacă rezultatul măsurătorii este o valoare proprie degenerată, ea nu va determina univoc funcția de stare și colectivul statistic asociat: în acest caz măsurătoarea este incompletă. Pentru a caracteriza complet starea sistemului, este necesară măsurarea simultană a unui sistem complet de observabile care comută {\displaystyle {\mathcal {A}},{\mathcal {B}},{\mathcal {C}},...\,;} funcția de stare va fi vectorul propriu comun unic, corespunzător valorilor proprii măsurate {\displaystyle a,b,c,...\,} Sistemul atomic este astfel „preparat” pentru o nouă măsurătoare (completă sau incompletă) a stării sale la un moment ulterior.

## Algebra observabilelor: relații de comutare
Principiile mecanicii cuantice nu specifică forma operatorilor hermitici care reprezintă mărimi fizice observabile, sau relațiile de comutare pe care ei le satisfac. Acestea se stabilesc, pentru sisteme simple care au un analog în mecanica clasică sau în teoria cuantică veche, prin metode euristice în care intuiția are un rol. Rezultatele sunt apoi extinse la sisteme complexe, generalizate și abstractizate.

### Poziție și impuls
Poziția unei particule materiale este indicată prin componentele carteziene ale vectorului de poziție
{\displaystyle \left(33\right)}{\displaystyle \mathbf {r} =\left(x,y,z\right)}
care, în formularea Schrödinger și în reprezentarea poziției, sunt operatori multiplicativi, deci comută două câte două:
{\displaystyle \left(34\right)}{\displaystyle [x,y]=0\,,\,[y,z]=0\,,\,[z,x]=0\,.}
Ipoteza lui De Broglie, prin care unei particule libere i se asociază o undă plană, sugerează pentru componentele carteziene ale operatorului impuls forma
{\displaystyle \left(35\right)}{\displaystyle \mathbf {p} =\left(p_{x},p_{y},p_{z}\right)=\left(-i\hbar {\frac {\partial }{\partial x}}\,,\,-i\hbar {\frac {\partial }{\partial y}}\,,\,-i\hbar {\frac {\partial }{\partial z}}\right)=-i\hbar \nabla \,,}
unde {\displaystyle \nabla \,} este operatorul gradient (nabla). Rezultă relațiile de comutare
{\displaystyle \left(36\right)}{\displaystyle [p_{x},p_{y}]=0\,,\,[p_{y},p_{z}]=0\,,\,[p_{z},p_{x}]=0}
și
{\displaystyle \left(37\right)}{\displaystyle [x,p_{x}]=i\hbar \,,\,[y,p_{z}]=i\hbar \,,\,[z,p_{x}]=i\hbar \,;}
componente diferite ale poziției și impulsului comută.

### Moment cinetic
Definiția momentului cinetic orbital este preluată din mecanica clasică, având în vedere că în dezvoltarea produselor de operatori ordinea factorilor trebuie păstrată:
{\displaystyle \left(38\right)}{\displaystyle \mathbf {L} =\mathbf {r} \times \mathbf {p} =\left(yp_{z}-zp_{y},zp_{x}-xp_{z},xp_{y}-yp_{x}\right)\,.}
Rezultă relațiile de comutare
{\displaystyle \left(39\right)}{\displaystyle [L_{x},L_{y}]=i\hbar L_{z}\,,\,[L_{y},L_{z}]=i\hbar L_{x}\,,\,[L_{z},L_{x}]=i\hbar L_{y}\,.}
Pătratul momentului cinetic orbital
{\displaystyle \left(40\right)}{\displaystyle \mathbf {L} ^{2}=L_{x}^{2}+L_{y}^{2}+L_{z}^{2}}
comută cu fiecare din componente:
{\displaystyle \left(41\right)}{\displaystyle [\mathbf {L} ^{2},L_{x}]=0\,,\,[\mathbf {L} ^{2},L_{y}]=0\,,\,[\mathbf {L} ^{2},L_{z}]=0\,.}
Aceste relații sunt postulate valabile, în general, pentru orice moment cinetic (orbital, de spin, sau rezultatul compunerii unor momente cinetice).

### Energie și hamiltonian
Hamiltonianul clasic pentru o particulă de masă {\displaystyle \,m\,} aflată sub acțiunea unor forțe care derivă dintr-un potențial este suma energiei cinetice și a energiei potențiale:
{\displaystyle \left(42\right)}{\displaystyle H={\frac {1}{2m}}\,\mathbf {p} ^{2}+V\left(\mathbf {r} ,t\right)\,.}
În cazul unei particule de sarcină electrică {\displaystyle \,e\,} aflată într-un câmp electromagnetic care derivă din potențialul vector {\displaystyle \,\mathbf {A} \,} și potențialul scalar {\displaystyle \,\Phi ,\,} relația precedentă devine
{\displaystyle \left(43\right)}{\displaystyle H={\frac {1}{2m}}\left(\mathbf {p} -{\frac {e}{c}}\mathbf {A} \left(\mathbf {r} ,t\right)\right)^{2}+e\Phi \left(\mathbf {r} ,t\right)\,,}
unde {\displaystyle \,c\,} e viteza luminii în vid.
În mecanica cuantică, hamiltonianul este operatorul de evoluție; dacă nu depinde explicit de timp, el este operatorul atașat observabilei energie. Expresia sa e, formal, cea din mecanica clasică, ținând seama că mărimile dinamice
{\displaystyle \left(44\right)}{\displaystyle \mathbf {r} \,,\quad \mathbf {p} =-i\hbar \nabla \,,\quad \mathbf {p} ^{2}=-\hbar ^{2}\Delta }
devin operatori; {\displaystyle \,\Delta \,} e operatorul laplacian.
Se constată că ecuațiile lui Heisenberg (21) pentru operatorii poziție și impuls au aceeași formă ca ecuațiile canonice din mecanica hamiltoniană, dacă parantezele Poisson sunt înlocuite prin comutatorii respectivi, împărțiți la constanta {\displaystyle \,i\hbar \,.} Această manifestare a principiului de corespondență sugerează următoarea generalizare a relațiilor (34), (36) și (37) la sisteme alcătuite din mai multe particule:
{\displaystyle \left(45\right)}{\displaystyle [x_{i},x_{j}]=0\,,\,[p_{i},p_{j}]=0\,,\,[x_{i},p_{j}]=i\hbar \delta _{ij}\,,}
unde {\displaystyle \,{x_{i}}\,} și {\displaystyle \,{p_{j}\,}} sunt, respectiv, componentele carteziene ale pozițiilor și impulsurilor particulelor. Operatorul hamiltonian se obține din hamiltonianul clasic {\displaystyle \,H\left(p_{1},p_{2},...\,x_{1},x_{2},...\right),} înlocuind variabilele canonice prin operatorii respectivi — cu precizarea că produsele de operatori necomutativi trebuie simetrizate.

## Incertitudine
Conform interpretării de la Copenhaga a funcției de stare, mărimile fizice sunt distribuite statistic. Fluctuațiile unei observabile {\displaystyle \,{\mathcal {A}}\,} în jurul valorii medii (32) sunt date de împrăștierea statistică, sau abaterea pătratică medie:
{\displaystyle \left(46\right)}{\displaystyle \Delta A={\sqrt {\left\langle (A-\left\langle A\right\rangle )^{2}\right\rangle }}\,.}
Necomutativitatea observabilelor impune restricții asupra împrăștierilor statistice, cunoscute sub numele de relații de incertitudine. În formalismul matematic al mecanicii cuantice, ele sunt consecințe ale inegalității Schwarz
{\displaystyle \left(47\right)}{\displaystyle |\langle u,v\rangle |^{2}\leq \langle u,u\rangle \cdot \langle v,v\rangle \,,}
care are loc pentru orice pereche de vectori {\displaystyle \,u\,} și {\displaystyle \,v\,} din spațiul Hilbert.

### Relațiile de incertitudine poziție-impuls
Fie {\displaystyle \,\psi \,} funcția de stare iar {\displaystyle \,{\mathcal {A}}\,} și {\displaystyle \,{\mathcal {B}}\,} două observabile. Inegalitatea Schwarz pentru vectorii {\displaystyle u=\left(A-\left\langle A\right\rangle \right)\psi } și {\displaystyle v=\left(B-\left\langle B\right\rangle \right)\psi } conduce la
{\displaystyle \left(48\right)}{\displaystyle \Delta A\cdot \Delta B\geq {\frac {1}{2}}|\left\langle [A,B]\right\rangle |\,.}
Pentru perechile de observabile poziție-impuls {\displaystyle \,\left(x_{i},p_{i}\right)\,}, care ascultă de relațiile de comutare (37), se obțin relațiile de incertitudine ale lui Heisenberg:
{\displaystyle \left(49\right)}{\displaystyle \Delta x\cdot \Delta p\geq {\frac {\hbar }{2}}\,.}
Aceste relații de incertitudine arată că, pentru un sistem atomic, poziția și impulsul nu pot avea simultan valori oricât de bine determinate: produsul împrăștierilor statistice respective este mărginit inferior de constanta Planck. Noțiunea clasică de traiectorie, definită ca succesiune continuă de stări cu valori precis determinate ale poziției și impulsului, are sens numai pentru obiecte macroscopice, în cazul cărora constanta Planck poate fi asimilată cu zero.
În formularea Schrödinger și în reprezentarea poziției, starea în care incertitudinea în poziție-impuls este minimă e descrisă de funcția de stare
{\displaystyle \left(50\right)}{\displaystyle \psi _{min}\left(x\right)={\frac {1}{\sqrt[{4}]{2\pi \left(\Delta x\right)^{2}}}}\;\exp \left\{{-{\frac {\left(x-\left\langle x\right\rangle \right)^{2}}{4\left(\Delta x\right)^{2}}}+{\frac {i\left\langle p\right\rangle x}{\hbar }}}\right\}\,,}
numită pachet de unde minim.

### Relația de incertitudine timp-energie
Utilizând în același mod inegalitatea Schwartz pentru observabila {\displaystyle \,A\,} și hamiltonianul {\displaystyle \,H,} presupus independent de timp, se obține
{\displaystyle \left(51\right)}{\displaystyle \Delta A\cdot \Delta E\geq {\frac {1}{2}}|\left\langle [A,H]\right\rangle |\,,}
unde {\displaystyle \Delta E\,} este împrăștierea statistică a energiei. Definind un timp caracteristic prin
{\displaystyle \left(52\right)}{\displaystyle \Delta t={\frac {\Delta A}{|d\left\langle A\right\rangle /dt|}}\,,}
din ecuația de evoluție în formularea Heisenberg (21) rezultă relația de incertitudine timp-energie
{\displaystyle \left(53\right)}{\displaystyle \Delta t\cdot \Delta E\geq {\frac {\hbar }{2}}\,.}
În relația (52) timpul caracteristic a fost definit în raport cu o observabilă particulară, dar considerând valoarea sa minimă pe ansamblul observabilelor, el capătă o semnificație generală: {\displaystyle \,\Delta t\,} este intervalul de timp minim în care modificarea stării sistemului devine notabilă, în sensul că ea nu e mascată de împrăștierea statistică. Interpretarea inegalității (53) este că, pentru a reduce împrăștierea statistică în energie, sistemul trebuie să evolueze un timp suficient, din momentul preparării până în momentul măsurării; în particular, stările de energie bine determinată sunt stări staționare. Sensul relației de incertitudine timp-energie este cu totul diferit de cel al relațiilor de incertitudine poziție-impuls: {\displaystyle \,\Delta t\,} nu e o abatere pătratică medie, fiindcă timpul nu e o variabilă dinamică a sistemului, ci un parametru extern care se determină independent de sistem.

## Complementaritate și cauzalitate
Caracterul abstract al formalismului mecanicii cuantice și descrierea statistică bazată pe funcția de stare au generat obiecții: funcția de stare nu ar conține o descriere completă a realității fizice, caracterul statistic ar rezulta din ignorarea unor variabile ascunse, relațiile de incertitudine ar exprima o nedeterminare a stării sistemului, reducerea funcției de stare ar constitui o violare a principiului cauzalității. De pe pozițiile interpretării de la Copenhaga, Bohr a răspuns la aceste obiecții printr-o analiză detaliată a procesului de măsurare.
Descrierea fenomenelor la scară atomică este făcută utilizând terminologia fizicii clasice, pe baza unor date de observație obținute cu ajutorul unor instrumente macroscopice, a căror stare se presupune că rămâne neschimbată în cursul operației de măsurare. În realitate, la scară atomică nu se poate face o distincție precisă între fenomenul observat și instrumentul de măsură, întrucât procesul de observare implică o interacție, în urma căreia starea ambelor sisteme este modificată. În consecință, rezultatele observațiilor făcute în condiții diferite nu pot fi asamblate într-o imagine unitară, din punctul de vedere al fizicii clasice: ele sunt complementare. Dualismul particulă-undă și relațiile de incertitudine poziție-impuls sunt manifestări ale acestei complementarități.
Principiul cauzalității se aplică, riguros, doar sistemelor izolate; de aceea, în cazul unei operații de măsurare trebuie luat în considerare, odată cu fenomenul observat, și instrumentul de măsură. În cursul unei operații de măsură, starea întregului sistem (sistemul observat plus instrumentul de măsură) evoluează strict cauzal, conform ecuației lui Schrödinger. Reducerea funcției de stare a sistemului observat este rezultatul interacției cu instrumentul de măsură, care e imprevizibilă și incontrolabilă, de vreme ce funcția de stare totală nu e cunoscută. Această manifestare a principiului cauzalității la scară atomică este în acord cu faptele experimentale.
În contextul interpretării statistice de la Copenhaga (funcția de stare se referă nu la un  exemplar unic al sistemului fizic considerat, ci la un colectiv statistic de exemplare, toate aflate în aceeași stare la un moment inițial), mecanica cuantică este strict deterministă (funcția de stare dă descrierea completă a stării sistemului la orice moment ulterior). „Indeterminismul” relevat de alte școli de gândire se referă la complementaritatea inerentă a acesei descrieri și este rezultatul ignorării fenomenului de reducere a funcției de stare în urma unei operații de măsură.

## Sisteme unidimensionale
Sistemele unidimensionale oferă cele mai simple exemple de aplicare a principiilor mecanicii cuantice. Adoptând formularea Schrödinger și reprezentarea poziției, spațiul stărilor unei particule care se mișcă în lungul axei {\displaystyle \,x\,} este spațiul funcțiilor de coordonată, continue și derivabile, integrabile în modul pătrat, cu un produs scalar definit prin
{\displaystyle \left(54\right)}{\displaystyle \left\langle u,v\right\rangle =\int _{-\infty }^{+\infty }u^{*}\!\left(x\right)v\left(x\right)dx\,.}
Funcția de undă {\displaystyle \,\psi \left(x,t\right)\,} satisface ecuația Schrödinger
{\displaystyle \left(55\right)}{\displaystyle -{\frac {\hbar ^{2}}{2m}}{\frac {\partial ^{2}\psi }{\partial x^{2}}}+V\left(x\right)=-i\hbar {\frac {\partial \psi }{\partial t}}\,,}
unde {\displaystyle \,m\,} e masa particulei iar {\displaystyle V\left(x\right)} energia potențială. Mărimea {\displaystyle \,|\psi \left(x,t\right)|^{2}\,} are semnificația de densitate de probabilitate în poziție, iar funcția de undă trebuie să satisfacă condiția de normare
{\displaystyle \left(56\right)}{\displaystyle \left\|\psi \right\|^{2}=\int _{-\infty }^{+\infty }|\psi \left(x,t\right)|^{2}\,dx=1\,.}
Întrucât energia potențială este presupusă independentă de timp, variabilele se separă în (55); funcția de undă are forma
{\displaystyle \left(57\right)}{\displaystyle \psi \left(x,t\right)=u\left(x\right)\;e^{-iEt/\hbar }\,,}
unde {\displaystyle \,u\left(x\right)\,} e funcție proprie a energiei, satisfăcând ecuația Schrödinger independentă de timp
{\displaystyle \left(58\right)}{\displaystyle -{\frac {\hbar ^{2}}{2m}}{\frac {d^{2}u}{dx^{2}}}+V\left(x\right)=Eu\,.}

### Particula liberă cu impuls bine determinat
Dacă {\displaystyle \,V\left(x\right)} e o constantă (care poate fi luată drept origine pe scara energiei), operatorii impuls și energie comută. Valorile proprii sunt, respectiv,
{\displaystyle \left(59\right)}{\displaystyle -\infty \leq p\leq +\infty \,,\quad E={\frac {p^{2}}{2m}}.}
Spectrul e continuu și coincide cu cel din mecanica clasică. Funcția de undă comună nu e integrabilă în modul pătrat; normată la funcția delta, ea are forma
{\displaystyle \left(60\right)}{\displaystyle \psi \left(p;x,t\right)={\frac {1}{\sqrt {2\pi \hbar }}}\;e^{i\left(px-Et\right)/\hbar }\,.}
Aceasta este unda plană postulată de De Broglie ca „undă de materie” asociată unei particule libere. Densitatea de probabilitate în poziție {\displaystyle \,|\psi \left(x\right)|^{2}\,} e constantă în întreg spațiul: conform relației de incertitudine (49), împrăștierea statistică zero în impuls atrage după sine o împrăștiere statistică infinită în poziție.
Ipoteza că particula e liberă să se îndepărteze la infinit e nerealistă din punct de vedere fizic; ea este cauza care produce o funcție de undă nenormabilă. Dificultatea matematică poate fi evitată limitând mișcarea particulei la un interval finit care, în cele din urmă, să fie lăsat să devină oricât de mare, însă finit. Dacă problema este restrânsă la intervalul {\displaystyle \,-L/2\leq x\leq L/2\,,} cu condiții la limită periodice {\displaystyle \,u\left(-L/2\right)=u\left(L/2\right)\,,} spectrul impulsului devine discret:
{\displaystyle \left(61\right)}{\displaystyle p={\frac {2\pi \hbar }{L}}n\,;\quad n=0,\pm 1,\pm 2,...}
Funcția de undă, normată la unitate în intervalul considerat, este
{\displaystyle \left(62\right)}{\displaystyle \psi \left(p;x,t\right)={\frac {1}{\sqrt {L}}}\;e^{i\left(px-Et\right)/\hbar }\,.}
Când {\displaystyle \,L\,} e foarte mare, valorile discrete ale impulsului se îndesesc și la limită tind să refacă spectrul continuu din (59).

### Oscilatorul armonic

Densitatea de probabilitate a poziției pentru oscilatorul armonic în stările staționare cu număr cuantic n = 0, 1, 3 și 7.

Oscilatorul armonic este o particulă supusă unei forțe orientate către un punct fix (care poate fi luat drept origine) și de intensitate proporțională cu distanța la acest punct. Forța {\displaystyle \,f=-kx\,} e reprezentată de energia potențială
{\displaystyle \left(63\right)}{\displaystyle V\left(x\right)={\frac {k}{2}}\,x^{2}\,,}
unde {\displaystyle \,k\,} se numește constanta elastică a sistemului.
Pentru a fi integrabile în modul pătrat, soluțiile ecuației Schrödinger independente de timp (58) trebuie să descrească suficient de repede către infinit și să se comporte ca un polinom în vecinătatea originii. Cu aceste condiții la limită, valorile proprii ale energiei sunt
{\displaystyle \left(64\right)}{\displaystyle E_{n}=\left(n+{\frac {1}{2}}\right)\hbar \omega \,;\quad n=0,1,2,...}
unde
{\displaystyle \left(65\right)}{\displaystyle \omega ={\sqrt {\frac {k}{m}}}}
e frecvența oscilatorului armonic din mecanica clasică. Funcțiile proprii corespunzătoare, normate la unitate, au forma
{\displaystyle \left(66\right)}{\displaystyle u_{n}\left(x\right)=N_{n}\;H_{n}\left(\xi \right)e^{-\xi ^{2}/2}\,,}
unde
{\displaystyle \left(67\right)}{\displaystyle \xi =\alpha x\,,\quad \alpha ={\sqrt {\frac {m\omega }{\hbar }}},\ \quad N_{n}={\sqrt {\frac {\alpha }{{\sqrt {\pi }}2^{n}n!}}}\,.}
În starea fundamentală {\displaystyle \,n=0\,,} densitatea de probabilitate în poziție {\displaystyle \,|u\left(x\right)|^{2}\,} are un maxim pronunțat în origine, în contradicție cu oscilatorul armonic clasic. Stările excitate {\displaystyle \,n\geq 0\,} prezintă un număr crescător de oscilații care, pentru un număr cuantic suficient de mare, tind să se grupeze ca oscilații în jurul densității de probabilitate clasice; e o ilustrare a principiului de corespondență formulat de Bohr. Împrăștierile statistice în poziție și impuls satisfac inegalitatea
{\displaystyle \left(68\right)}{\displaystyle \Delta x\cdot \Delta p=\left(n+{\frac {1}{2}}\right)\hbar \,,}
în acord cu relația generală (49), produsul de incertitudine își atinge valoarea minimă în starea fundamentală și crește treptat în stările excitate.

### Împrăștierea pachetului de unde

Împrăștierea pachetului de unde minim.

În contrast cu unda plană, care descrie o stare de impuls bine determinat dar cu o poziție complet nedeterminată, funcția de undă în starea fundamentală a oscilatorului armonic descrie o distribuție bine localizată în jurul valorii medii a poziției și care minimizează produsul de incertitudine. Forma generală a funcției de undă care are această din urmă proprietate este pachetul de unde minim (50). Presupunând că la un moment inițial {\displaystyle \,t_{0}\,} colectivul statistic asociat unei particule libere a fost astfel preparat încât să fie descris de pachetul minim, adică
{\displaystyle \left(69\right)}{\displaystyle \psi \left(x,t_{0}\right)=\psi _{min}\left(x\right)\,,}
densitatea de probabilitate în poziție
{\displaystyle \left(70\right)}{\displaystyle |\psi \left(x,t_{0}\right)|^{2}={\frac {1}{\sqrt {2\pi \left(\Delta x\right)^{2}}}}\;\exp \left\{-{\frac {\left(x-\left\langle x\right\rangle \right)^{2}}{2\left(\Delta x\right)^{2}}}\right\}}
este un clopot Gauss⁠(en)[traduceți] centrat pe poziția medie și având o lărgime de ordinul împrăștierii statistice în poziție. Funcția de undă {\displaystyle \,\psi \left(x,t\right)\,} la un moment ulterior se obține integrând ecuația Schrödinger dependentă de timp pentru particula liberă; densitatea de probabilitate {\displaystyle } are aceeași formă ca (70), însă cu parametri modificați:
{\displaystyle \left(71\right)}{\displaystyle \left\langle x\right\rangle \rightarrow \left\langle x\right\rangle +{\frac {\left\langle p\right\rangle }{m}}\left(t-t_{0}\right)\,,}
{\displaystyle \left(72\right)}{\displaystyle \Delta x\rightarrow \Delta x\,{\sqrt {1+\left({\frac {\hbar \left(t-t_{0}\right)}{2m\left(\Delta x\right)^{2}}}\right)^{2}}}\,.}
În evoluția temporală a sistemului, distribuția de probabilitate rămâne gaussiană; maximul se deplasează ca o particulă clasică în mișcare uniformă, cu impuls {\displaystyle \,\left\langle p\right\rangle .} Concomitent, lărgimea crește monoton: localizarea pachetului devine tot mai imprecisă. O evaluare cantitativă a acestei „împrăștieri” a pachetului de unde e dată de intervalul de timp {\displaystyle \scriptstyle \,\tau =2{\sqrt {3}}m{\left(\Delta x\right)}^{2}/\hbar \,} necesar ca împrăștierea statistică să se dubleze; acesta depinde atât de masa particulei, cât și de precizia localizării inițiale. Pentru o particulă atomică (masă de ordinul masei electronului, localizare inițială de ordinul razei Bohr) τ ≈ 10−16 secunde, pe când pentru o particulă macroscopică (masă de ordinul 1 g, localizare inițială de ordinul 1 cm) τ ≈ 1020 ani.